# Macrotúnel Zona Diamante Acapulco
El Macrotunel de la Escénica Alterna en Acapulco o comúnmente llamado Macrotunel de Acapulco es un túnel que conecta la Zona dorada de Acapulco con la Zona Diamante a través de la escénica alterna, con una longitud de 3,300 m por una altura de 9.60 m y un ancho de 13.60 m.

## Historia
Acapulco de Juárez, en el estado de Guerrero es uno de los importantes destinos turísticos mexicanos, cuya fama internacional se remonta desde los años 50´s del siglo pasado al contar con una de las bahías más hermosas del mundo.
El reciente desarrollo urbano de la ciudad, se ha orientado con rumbo al aeropuerto y los alrededores de la laguna Tres Palos, detonando la zona denominada Diamante, en la rivera del océano Pacífico y la pequeña bahía de Puerto Marqués.
La comunicación terrestre entre la bahía de Acapulco a Puerto Marqués y al aeropuerto, tiene un recorrido de 12 km con una vialidad denominada Escénica de Acapulco, la cual presenta en la actualidad grandes congestionamientos de tránsito, llegando en ocasiones a hacerse hasta 2 horas, afectando por ello no tan sólo a la industria del turismo, sino también a la población en general al elevarse los costos de operación entre otros efectos negativos.
El Gobernador del Estado de Guerrero, El gobierno de Guerrero, ordenó resolver este problema con la concesión estatal que se llevó a cabo mediante la conjunción de los esfuerzos federales, estatales y de la iniciativa privada para la construcción, mantenimiento y explotación del proyecto vial de la “Escénica Alterna de Acapulco”.
Los grandes beneficios de la Escénica Alterna de Acapulco se resumen, entre otras cosas, en menor tiempo de recorrido al disminuir las 2 horas que en ocasiones se emplean actualmente por tan sólo 4 minutos al transitarse por el túnel, disminuir la contaminación ambiental, disminuir la cantidad de accidentes, disminuir los costos de operación, aumentar el confort durante los recorridos de los usuarios, el túnel fue construido por la empresa ICA y se inauguró el 3 de julio de 2017 ..

## Descripción
El Macrotunel tiene una longitud de 3,300 m por una altura de 9.60 m y un ancho de 13.60 m. Conecta la Zona dorada de Acapulco con la Zona Diamante a través de la escénica alterna.
Entre la tecnología con que cuenta está:
- Sistema de cobro con tarjeta electrónica de lectura óptica.
- Sensores metálicos para el control de peajes en casetas.
- Circuito cerrado de televisión para el monitoreo del usuario desde su entrada hasta su salida.
- Control de ventilación.
- Control de iluminación.
- Equipo de emergencias.
- Teléfonos.
- Herramientas contra incendios.
- Equipo de rescate.
- Señalamiento dinámico.

### Costo
MX$34 Pesos para residentes de uso particular y MX$61 para vehículos de uso general.